# Mūrestāneh
Mūrestāneh (persiska: مورستانه) är en ort i Iran.   Den ligger i provinsen Zanjan, i den nordvästra delen av landet, 260 km nordväst om huvudstaden Teheran. Mūrestāneh ligger 524 meter över havet och antalet invånare är 210.
Terrängen runt Mūrestāneh är kuperad åt nordost, men åt sydväst är den bergig.Runt Mūrestāneh är det ganska glesbefolkat, med 47 invånare per kvadratkilometer. Närmaste större samhälle är Āb Bar, 9,2 km nordost om Mūrestāneh. Trakten runt Mūrestāneh består i huvudsak av gräsmarker.